# Passiflora trinervia
Passiflora trinervia är en passionsblomsväxtart som först beskrevs av Antoine Laurent de Jussieu, och fick sitt nu gällande namn av Jean Louis Marie Poiret. Passiflora trinervia ingår i släktet passionsblommor, och familjen passionsblomsväxter. Inga underarter finns listade i Catalogue of Life.

## Bildgalleri

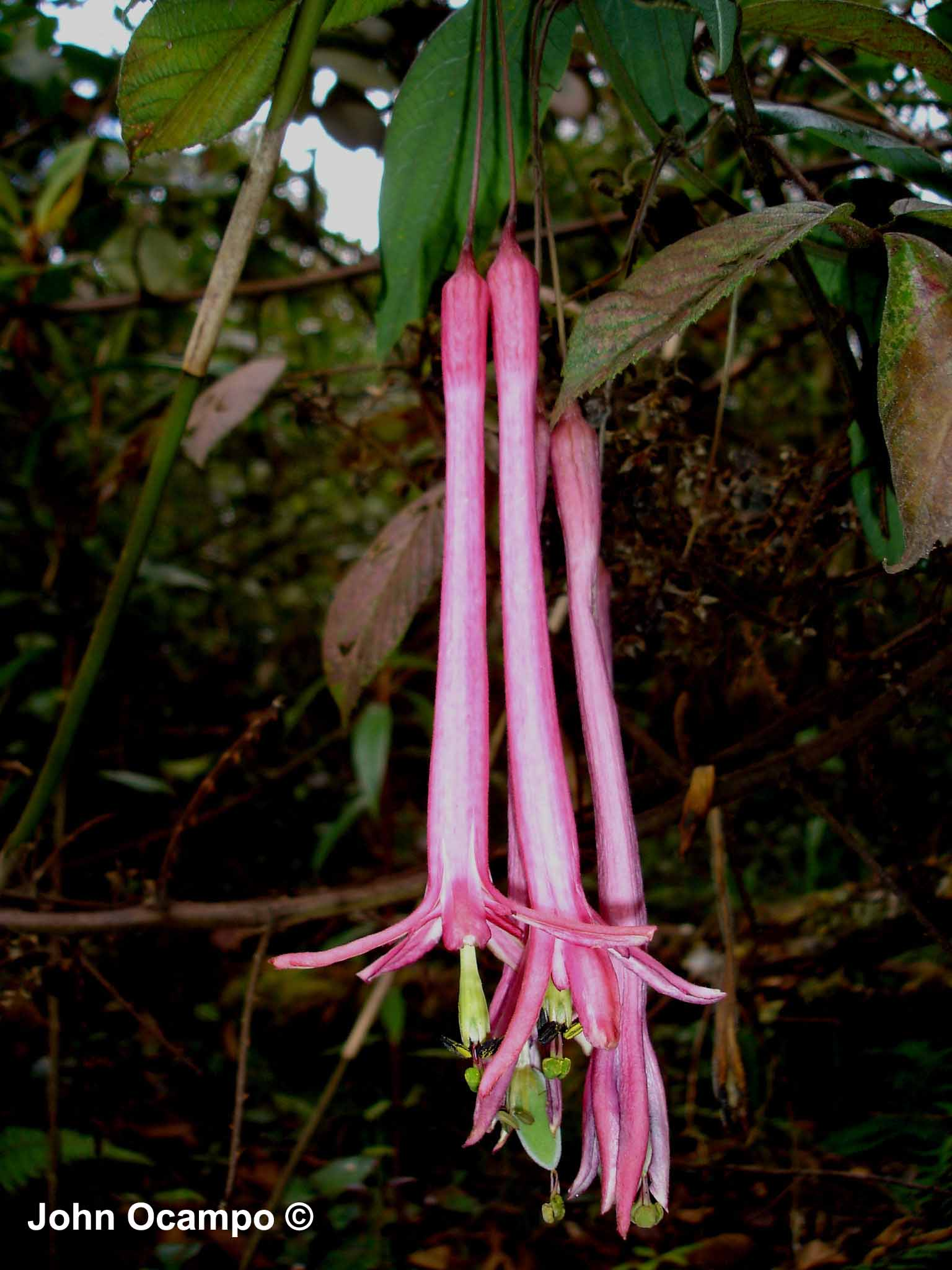